# Avrolles (pomme)

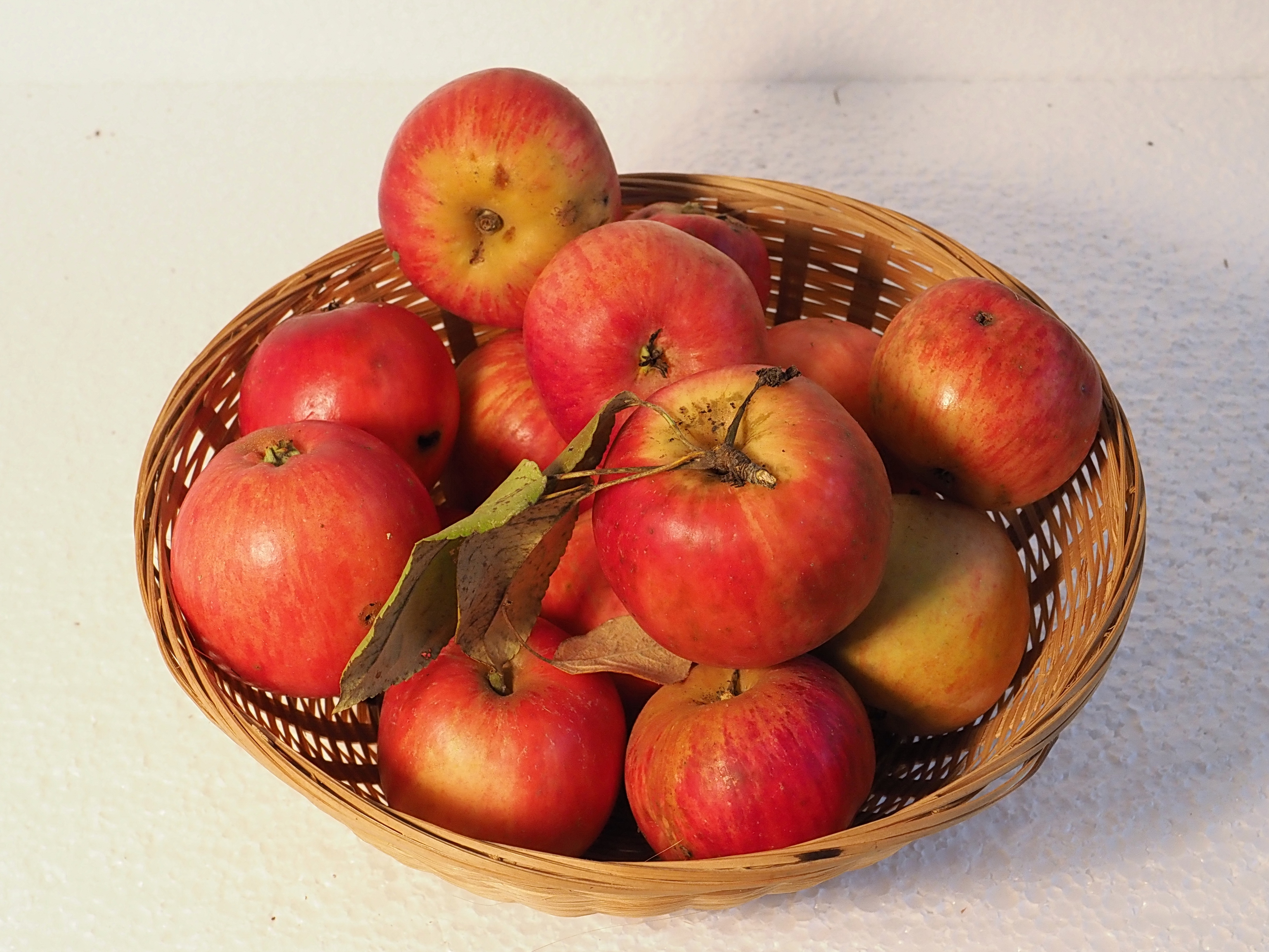
Pomme Avrolles.

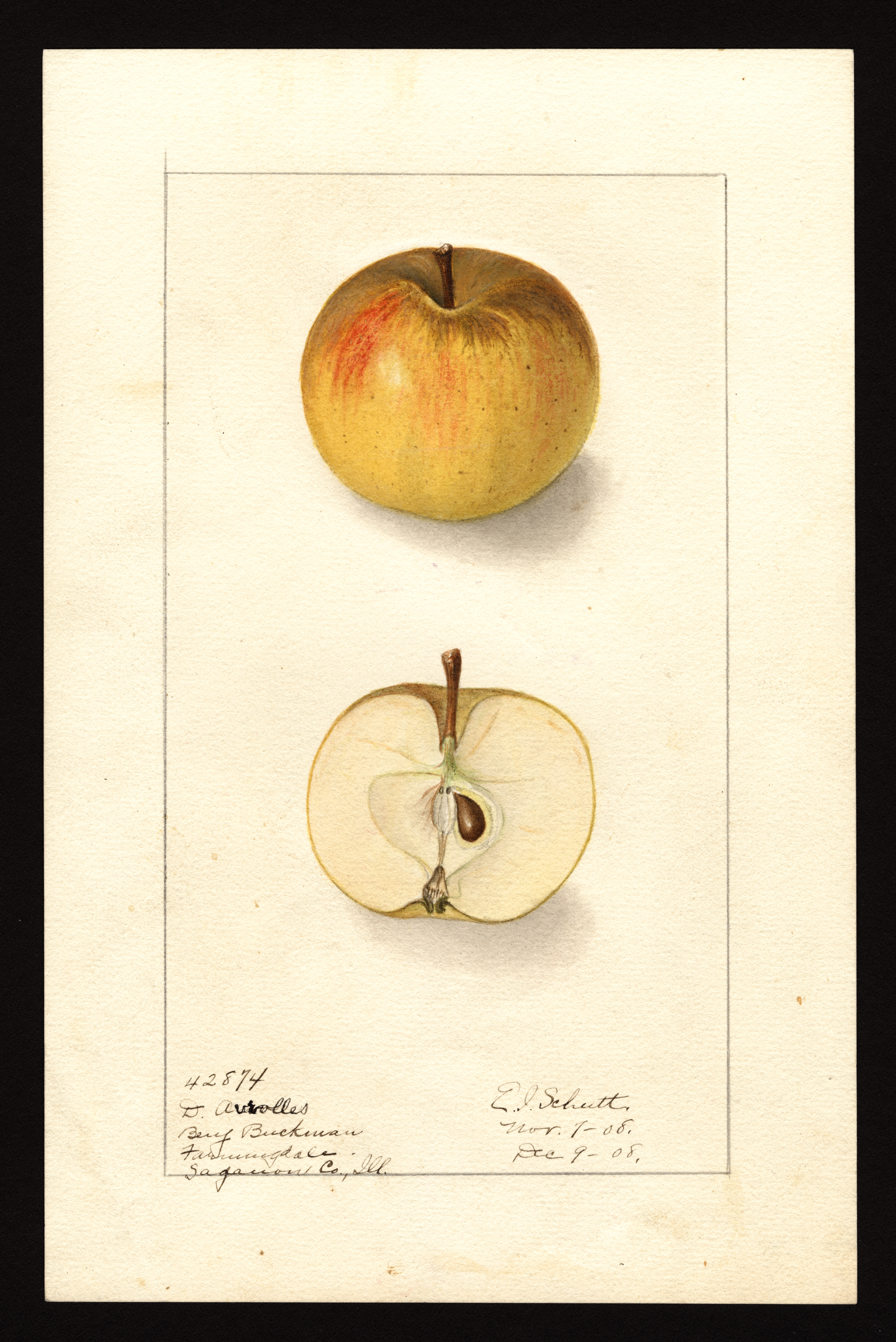
Représentation de la variété Avrolles d'après le département américain de l'Agriculture

L'Avrolles est une variété de pommes jaunes veinées de rouge, originaire d'Avrolles, ancienne commune de l'Yonne (aujourd'hui rattachée à Saint-Florentin).

## Utilisation
Elle est traditionnellement utilisée pour la fabrication du cidre dans le pays de l'Othe où elle est très répandue. L'Avrolles a été introduite en Normandie, fin des années soixante, pour sa forte acidité qui confère au cidre une bonne conservation.
Elle entre également, avec le sirop de sureau, dans la composition d'un apéritif rosé en Mayenne.